# زیفن‌هایزن، زایدپلاس
زیفن‌هایزن (به هلندی: Zevenhuizen) یک منطقهٔ مسکونی در هلند است که در زایدپلاس واقع شده‌است. زیفن‌هایزن ۲۳٫۶۴ کیلومتر مربع مساحت و ۶٬۸۵۰ نفر جمعیت دارد.